# Ángeles Malagueños de la Noche
Ángeles Malagueños de la Noche es una ONG de Málaga nacida en 2007 cuya principal labor consiste en alimentar a los más necesitados.
La ONG está compuesta por un grupo de voluntarios que se dedican a preparar comidas que reparten entre las personas necesitadas que acuden al comedor social. Cada día preparan más de 2500 comidas para los más desfavorecidos.

## Historia
Del viaje a Milán de una malagueña surgió la idea de crear la ONG, al encontrarse con un grupo de voluntarios repartiendo alimentos a los más desfavorecidos a la entrada de una estación del metro de Milán.
En sus inicios, un grupo de voluntarios preparaban bocadillos desde sus casas y los repartían entre los necesitados. En 2007 se oficializa esta labor y se funda la asociación Ángeles Malagueños de la Noche.
Poco después de su fundación, la asociación consigue por parte del Ayuntamiento de Málaga la autorización para construir unas casetas prefabricadas en el Pasillo de Santo Domingo, donde estuvieron trabajando altruistamente hasta la construcción del comedor social.
En mayo de 2016 inauguran un comedor social en calle Fuentecilla para dar de comer en mejores condiciones a las personas que acuden a la ONG. Desde entonces, es en ese comedor donde ejercen su labor humanitaria.

## Labor humanitaria
La labor principal de la asociación consiste en la atención alimentaria de los más necesitados, repartiendo más de 2500 comidas diarias (sobre 500 desayunos, 1500 almuerzos y 500 cenas).
Los voluntarios de la ONG también se dedican al reparto de ropa de abrigo, mantas y sacos de dormir, que reparten entre los que acuden a su ONG a comer.
Además de la actividad principal, la ONG realiza diferentes eventos a lo largo del año para ayudar al mayor número de personas posibles, entre los que destacan:
- Reparto de material escolar

Al inicio de cada curso escolar, los Ángeles Malagueños de la Noche reparten a las familias más necesitadas libretas, mochilas, lápices y demás materiales escolares que recogen entre los que colaboran altruistamente con esta campaña.
- Campaña de Navidad

Todos los años, el día de Nochebuena se prepara un gran reparto de alimentos y más de 3000 menús solidarios, consistentes en medio pollo con guarnición y una tortilla de patatas por persona.
- Ningún niño sin juguetes

Cuando se acercan las fechas navideñas, además de la Campaña de Navidad, la asociación inicia una campaña de recogida de juguetes para repartir el día de Reyes entre los niños de las familias más desfavorecidas e intentar que ningún niño se quede sin regalo de Reyes.

## Comedor social
Anteriormente, las personas necesitadas que querían recibir un plato de comida o alimentos de la asociación tenían que esperar largas colas a la intemperie.
Para que esas personas pudieran tomarse un plato de comida bajo un techo y en un lugar digno, desde la asociación estuvieron trabajando durante mucho tiempo para construir un comedor social.
Para poder financiar las obras necesarias para construir el comedor, se llevaron a cabo distintas campañas. La más importante de ellas, Entre todos podemos, contó con una enorme participación ciudadana y la colaboración de numerosas personalidades.
El nuevo comedor social se encuentra en un local de 300m² situado en calle Fuentecilla, y se inauguró el 14 de mayo de 2016 con la presencia de famosos y representantes de las instituciones políticas locales y regionales. A día de hoy, es aquí donde preparan y reparten los alimentos entre los más desfavorecidos que acuden a la ONG.